# Dafni-Ymittos
Dafni-Ymittos (griechisch Δάφνη-Υμηττός) ist seit 2011 eine griechische Gemeinde in der Region Attika sowie eine Vorstadt Athens im Regionalbezirk Athen-Zentrum. Sitz der Gemeinde ist Dafni.
Die Gemeinde hat laut Volkszählung von 2011 eine Bevölkerung von 33.628 Einwohnern.

## Geografie
Das Gemeindegebiet mit einer Fläche von 2,4 Quadratkilometern ist nach allen Seiten von der geschlossenen Bebauung im Süden der Hauptstadtgemeinde sowie den unmittelbar angrenzenden Vorstadtgemeinden umschlossen. Es erstreckt sich westlich des Ymettos-Bergzugs über 2,7 Kilometer in Ost-West-Richtung und 1,8 Kilometern in Nord-Süd-Richtung. Die Gemeinde grenzt im Norden an die Gemeinde Athen, im Osten an Vyronas, im Südosten an Ilioupoli, im Südwesten an Agios Dimitrios und im Westen an Nea Smyrni.

## Verwaltungsgliederung
Die Gemeinde Dafni-Ymittos wurde anlässlich der Verwaltungsreform 2010 aus den zuvor selbständigen Gemeinden Dafni und Ymittos gebildet. Diese haben seither den Status von Gemeindebezirken, die jeweils eine Kinotita bilden und nicht weiter untergliedert sind. Verwaltungssitz ist Dafni.
| Gemeindebezirk | griechischer Name        | Code   | Fläche (km²) | Einwohner 2011 | Lage |  |
| -------------- | ------------------------ | ------ | ------------ | -------------- | ---- |  |
| Dafni          | Δημοτική Ενότητα Δάφνης  | 450401 | 1,358        | 22.913         |      |  |
| Ymittos        | Δημοτική Ενότητα Υμηττού | 450402 | 1,075        | 10.715         |      |  |
| Gesamt         | Gesamt                   | 4504   | 2,433        | 33.628         |      |  |